# ISO 216

Formaten volgens ISO 216.

ISO 216 is de internationale standaard voor het formaat van een vel papier, die in de meeste landen in de wereld wordt gebruikt. Het is de norm die onder andere het papierformaat A4 bepaalt.
De internationale norm van ISO is gebaseerd op de Duitse DIN-norm 476 (DIN 476). Enkele daarin bevatte formaten waren onafhankelijk uitgevonden in Frankrijk tijdens de revolutie aldaar en werden later vergeten. De verhouding van de lengte-breedte, die in de norm wordt gebruikt, werd vermeld in een brief door Duitse Georg Christoph Lichtenberg gedateerd 25 oktober 1786.